# Billedbehandling
Billedbehandling er betegnelsen for at ændre og justere et billede ved hjælp af en computer.
Dette gøres f.eks. ved hjælp af særligt software, der giver mulighed for at justere kontrast, lys, farvetone m.m. Man har desuden mulighed for at retouchere billeder samt klippe billeder sammen til helt nye billeder.

## Programmer
Det mest kendte program til formålet er det avancerede Adobe Photoshop, som primært henvender sig til den professionelle fotograf.
Derudover findes også de noget billigere og mindre avancerede programmer, blandt andet kan nævnes Adobe Photoshop Elements, Jasc Paint Shop Pro og andre som eksempelvis opensource programmet Gimp.